# مقاطعة كوسا (ألاباما)
مقاطعة كوسا (بالإنجليزية: Coosa County, Alabama)‏ هي إحدى مقاطعات ولاية ألاباما في الولايات المتحدة. تأسست سنة 1832، بلغ عدد سكانها 11539 نسمة في عام 2010 حسب إحصاء مكتب تعداد الولايات المتحدة وتصل الكثافة السكانية فيها 6.8 نسمة/كم2.

## أعلام
- جاي إي. ميتشيل
- جيري إل. فيلدينغ
- لوسيندا لي دالتون